# 768
Évszázadok: 7. század – 8. század – 9. század
Évtizedek: 710-es évek – 720-as évek – 730-as évek – 740-es évek – 750-es évek – 760-as évek – 770-es évek – 780-as évek – 790-es évek – 800-as évek – 810-es évek
Évek: 763 – 764 – 765 – 766 –  767 – 768 – 769 – 770 – 771 – 772 – 773

## Események

### Európa
- Kis Pippin frank király végleg legyőzi Waifar aquitániai herceget, akit saját emberei meggyilkolnak, családját pedig a frankok kivégzik. Fia, II. Hunald Gascogne-ba menekül, majd Pippin halálhírére felkelést indít.
- Az 54 éves Pippin megbetegszik és szeptemberben meghal. Birodalmát a frank szokások szerint kettéosztja két fia között: az idősebbik Károly a nyugati felét (Neustria, Észak-Austrasia, Nyugat-Aquitánia), a fiatalabb Karlmann a keletit (Dél-Austrasia, Burgundia, Kelet-Aquitánia) kapja. A két fivér ellenszenvvel viseltetik egymás iránt, koronázásukat is külön tartják.
- V. Kónsztantinosz bizánci császár sikertelen béketárgyalásokat folytat Pagan bolgár kánnal, majd utána betör Bulgáriába és feldúlja a főváros, Pliszka környékét. A bolgárok meggyilkolják a tehetetlennek tartott Pagant, aki helyére Teleriget választják meg kánnak.
- I. Fruela asztúriai király saját kezűleg öli meg népszerű öccsét, Vimaranót; vezeklésül fiát, Vermudót örökbe fogadja. A felháborodott nemesek meggyilkolják Fruelát és helyére unokatestvérét, Aureliot választják meg királynak.
- A római papok Desiderius longobárd királytól kérnek segítséget az erőszakkal megválasztatott II. Konstantin pápa eltávolítására. A király csapatokat bocsát rendelkezésükre, amelyek segítségével legyőzik Konstantin bátyját, Toto nepi kormányzót (Toto maga is elesik a római harcokban), Konstantint pedig elfogják. A longobárdok új pápát jelölnek ki egy római szerzetes, Fülöp személyében, de a papság nem fogadja el őt, mert nem szabályosan választották meg. Fülöpöt egy nap után lemondatják, majd szabályos eljárással III. Istvánt választják meg az egyház fejévé. Az ezt követő zsinaton elítélik Konstantint, majd kolostorba zárják.[1]

## Születések
- Han Jü, kínai költő
- Hszüe Tao, kínai költőnő

## Halálozások
- augusztus 20. – Eadberht, northumbriai király
- szeptember 24. – Kis Pippin, frank király
- I. Fruela, asztúriai király
- Pagan, bolgár kán
- Waifar, aquitániai herceg

## Fordítás
- Ez a szócikk részben vagy egészben  a(z)   768 című angol Wikipédia-szócikk ezen változatának fordításán alapul.  Az eredeti cikk szerkesztőit annak laptörténete sorolja fel. Ez a jelzés csupán a megfogalmazás eredetét és a szerzői jogokat jelzi, nem szolgál a cikkben szereplő információk forrásmegjelöléseként.